# Tradiční pop
Éra tradičního popu (tradiční pop, traditional pop) v první vlně probíhala před nástupem popularity rock and rollu. Začala na konci čtyřicátých let minulého století. Hudba je více "populárně" orientovaná, ale nemusí být. Některé nahrávky spadají více do oblasti big bandu, ale některé jej naopak postrádají. Bývají v nich zakomponovány klasické elementy, takže v písních jsou použity různé symfonické prvky, které jsou méně jazzově a swingově orientované.
Mezi autory patří Frank Sinatra, Bing Crosby, Nat King Cole, Andy Williams, Perry Como, Doris Day a inspirovala Barbra Streisandová, Bette Midler, Quincy Jones, Harry Connick Jr..

## Popové standardy
Dalším termínem jsou popové standardy. Tyto popové standardy byly napsány broadwayskými a show-tune skladateli z období dvacátých až padesátých let. Mezi autory těchto standardů patří Irving Berlin, Harold Arlen, Jerome Kern, George Gershwin and Ira Gershwin, Richard Rodgers, Lorenz Hart, Oscar Hammerstein, Johnny Mercer, Dorothy Fields, Hoagy Carmichael, Cole Porter

## Hudba

### Písně
Mezi písně tradičního popu patří:
- 1946 "Prisoner Of Love" od Perry Como (US #1)
- 1950 "Music! Music! Music!" - Teresa Brewer with the Dixieland All Stars (US #1)
- 1952 "(How Much Is) That Doggie in the Window?" od Patti Page (US #1)

### Umělci, s kterými je spojen tradiční pop
| Zpěváci | Zpěvačky | Chlapecké kapely | Dívčí kapely |
| --- | --- | --- | --- |
| - Frank Sinatra - Bing Crosby - Louis Armstrong - Dean Martin - Sammy Davis, Jr. - Barry Manilow - Nat King Cole - Tony Bennett - Pat Boone - Don Cherry - Perry Como - Don Cornell - Vic Damone - Bobby Darin - Eddie Fisher - Robert Goulet - Johnny Hartman - Dick Haymes - Jack Jones - Frankie Laine - Julius LaRosa - Steve Lawrence - Tony Martin - Johnny Mathis - Guy Mitchell - Vaughn Monroe - Johnnie Ray - Jimmie Rodgers - Mel Tormé - Frankie Vaughan - Andy Williams | - Julie Andrews - Teresa Brewer - Vikki Carr - Ella Fitzgerald - Rosemary Clooney - Doris Day - Connie Francis - Barbra Streisand - Eydie Gorme - Judy Garland - Georgia Gibbs - Connie Haines - Joni James - Kitty Kallen - Eartha Kitt - Vera Lynn - Peggy Lee - Julie London - Liza Minnelliová - Jane Morgan - Patti Page - Dinah Shore - Jo Stafford - Kay Starr - Gale Storm - Mijoši Umeki - Sarah Vaughan - Margaret Whiting | - The Ames Brothers - The Crew-Cuts - The Four Aces - The Four Lads - The Hilltoppers - The Ink Spots - The Lettermen - The Mills Brothers - The Vogues | - The Andrews Sisters - The Chordettes - The Fontane Sisters - The McGuire Sisters - The King Sisters - The Boswell Sisters |